# Fizika
Fizika (grč. φυσıϰή, od φυσıϰός: prirodan, naravan) je temeljna prirodna znanost koja se bavi materijom, gibanjem, energijom i međudjelovanjem. Fizikalni zakoni izražavaju se u matematičkom obliku. U fizici su pokus (istraživanje pojava pod uvjetima koji se kontroliraju što je više moguće) i teorija (koja opisuje fizikalne pojave u obliku pojednostavnjenih matematičkih modela) komplementarni. Fizikalni pokusi rezultiraju mjerenjima, koja se zatim uspoređuju s računatim rezultatima što ih daje teorija. Teorija koja dobro pretkazuje rezultate pokusa u nekom širem području čini fizikalne zakone. Međutim, fizikalni zakoni su podložni promjenama, zamjenama ili ograničenjima, ako kasniji točniji i opsežniji pokusi pokažu da je to potrebno. Cilj je fizike pronalaženje zakona koji opisuju tvar, gibanja i energiju, od malenih (mikroskopskih) subatomskih udaljenosti, na ljestvici iz svakodnevnoga života (makroskopskoj), sve do najvećih udaljenosti (na ekstragalaktičkoj ljestvici). Fizika i matematika se u mnogočemu isprepliću tako da bi nepostojanje samo jedne od njih bilo nemoguće.

## Povijest
Utjecaj fizike na filozofiju u vezi je s konceptualnom osnovom percepcije i razumijevanja prirode. Zato se fizika dugo vremena nazivala prirodnom filozofijom (po grčkoj riječi φυσıϰός) i do 18. stoljeća nije bila jasno izdvojena kao zasebna znanstvena disciplina. Na primjer, determinizam kao filozofska doktrina da je svemir sličan nekom složenom stroju koji radi strogo kauzalno i kojemu je budućnost u potpunosti određena njegovim sadašnjim stanjem i silama koje u njemu djeluju, ima svoj korijen u Newtonovoj mehanici. Neki filozofski smjerovi (materijalizam; naturalizam; empirizam) promatraju fiziku kao model filozofskoga istraživanja. U tom je smislu ekstreman logički pozitivizam sa stavom da bitne postavke treba odrediti jezikom fizike. Iako se ne temelje na sustavnim promatranjima i kvantitativnim provjeravanjima, neke su zamisli antičkih filozofa (primjerice atomska građa tvari ili razumijevanje Zemlje kao planeta) potvrđene kasnijim otkrićima. Način na koji je Arhimed, putem provjere pokusima, došao do određivanja zakona poluge i uzgona tekućina, oživljen je u renesansi.

### Klasična fizika
Temelje fizike postavili su u 16. i 17. stoljeću Galileo Galilei i Isaac Newton otkrivanjem zakona mehanike. Osim što je postavio svoja 3 zakona gibanja (s pomoću kojih i danas proučavamo gibanja tijela u svakodnevnim uvjetima), Newton je odredio i Opći zakon gravitacije (koji točno objašnjava zamršena gibanja planeta, ali je i uzorom za kasnije popisivanje električnih i magnetskih sila). Također, matematičari poput Lagrangea i Eulera utvrđuju analitičku mehaniku, te tako mehanici daju čvrst matematički temelj i omogućuju joj snažan napredak i povezivanje s ostalim poljima fizike. Procvat otkrića iz toga doba vodi u razvoj klasične fizike, koja uz mehaniku obuhvaća i termodinamiku, optiku, akustiku te elektromagnetizam.
U drugoj polovici 19. stoljeća James Clerk Maxwell postavio je prvo ujedinjenje sila uvođenjem pojma fizikalnog polja (zaslugu za svoje djelo Maxwell daje svojemu prethodniku Michaelu Faradayu, koji je uveo silnice, a ovaj pak za to smatra zaslužnim Ruđera Boškovića i njegove točkaste izvore sila). Ondašnje ukupno znanje o elektricitetu i magnetizmu Maxwell sažimlje u 4 zakona elektromagnetizma, koja mu potom omogućuju predviđanje postojanja elektromagnetskih valova (godine 1867. predlaže da je i vidljiva svjetlost elektromagnetski val). Maria Skłodowska-Curie otkrila je da se kemijski elementi mogu pretvarati jedni u druge i protumačila je radioaktivnost 1898.

### Teorija relativnosti
Einsteinovom specijalnom teorijom relativnosti (1905.) omogućeni su proračuni gibanja na velikim brzinama (blizu brzine svjetlosti) i započinje doba moderne fizike (mijenjaju se osnovni pojmovi o prostoru i vremenu te se uvodi ekvivalentnost mase i energije). Albert Einstein formulira i opću teoriju relativnosti (1916.), gdje gravitaciju opisuje zakrivljenošću prostora. No dok se ove teorije mogu promatrati kao nadogradnja klasične fizike (primjerice, specijalna relativnost kao objedinjenje mehanike i elektromagnetizma), dolazak kvantne mehanike istinska je revolucija.

### Kvantna fizika
Kvantna je mehanika utemeljena 1900., kada je Max Planck uveo diskontinuirana energijska stanja kako bi objasnio toplinsko zračenje crnog tijela. Tu diskontinuiranost Einstein (1905.) prenosi i na samo zračenje. Kvantima elektromagnetskoga zračenja (fotona energije hν, gdje je h Planckova konstanta, a ν frekvencija elektromagnetskih valova) on objašnjava fotoelektrični učinak. Niels Bohr (1913.) postavio je kvantnu teoriju atoma, koje se problemi rješavaju radovima Wolfganga Paulija (princip isključenja), Wernera Heisenberga (relacije neodređenosti i mehanika matrica), Erwina Schrödingera (valna jednadžba) i drugih. To je dovelo do razumijevanja većine atomskih i molekularnih pojava. Spajanje ideja kvantne teorije i teorije relativnosti (Paula Diraca, 1928.) vodi na Diracovu relativističku valnu jednadžbu koja uključuje spin elektrona i finu strukturu spektralnih linija. Ona istodobno predviđa postojanje antičestice elektrona, pozitrona otkrivenog već koju godinu poslije (Carl David Anderson 1932.). Dodatna iznenađenja (predviđanje stvaranja parova čestice i antičestice i poništenje tih parova uz emisiju gama-zračenja, kao i predviđanje električne polarizabilnosti vakuuma u jakim poljima) razjašnjena su formulacijom kvantne elektrodinamike kao renormalizabilne kvantne teorije polja (Richard Feynman, Julian Schwinger i Shin'ichirō Tomonaga). Ta će teorija, zbog izvanredno preciznog slaganja njezinih predviđanja s mjerenjima, postati uzorom za opis ostalih fundamentalnih međudjelovanja.

### Nuklearna fizika
Enrico Fermi oblikovao je teoriju slabog međudjelovanja 1932. Iste je godine otkriven i neutron, čime je započelo istraživanje atomske jezgre. Kvantna mehanika otkrivena na razini atoma našla je punu primjenu pri proučavanju nove, nuklearne sile, odgovorne za vezanje protona i neutrona u jezgrama atoma. Uz razumijevanje nuklearne spektroskopije i nuklearnih reakcija došlo se i do otkrića nuklearne fisije i fuzije sa zastrašujućim vojnim primjenama, ali i do objašnjenja podrijetla izvora energije zvijezda u fuzijskim reakcijama u unutrašnjosti zvijezda.

### Ostale grane fizike
U fizici kondenzirane tvari razvijaju se poluvodiči i tranzistori, objašnjava se supravodljivost i dolazi do spoznaja o faznim prijelazima i neuređenim sustavima. Astronomija i kozmologija doživljavaju nov pogled, kroz prizmu velikog praska. Opažaju se kvazari i pulsari, ali i pozadinsko zračenje. Teleskopi na svemirskim letjelicama zbližavaju kozmologiju i fiziku elementarnih čestica. Na sudarivačima čestica spoznata je kvarkovska struktura hadrona i omogućen razvoj kvantne kromodinamike. Razvoj računalstva dovodi do novih polja istraživanja kao što je fizika kaosa, fizika kompleksnih sustava ili neuroznanosti. S elektroslabom teorijom kvantna kromodinamika čini skladnu cjelinu poznatu kao standardna teorija čestica i sila. U današnjoj slici standardnoga kozmološkog modela dolazi do prožimanja tih dvaju standardnih modela u fizici ranoga svemira.

## Glavna polja i osnove fizike
Fizika se dijeli na područja kao što su mehanika, elektromagnetizam, optika, termodinamika, nelinearna fizika, nuklearna fizika, fizika elementarnih čestica, fizika gravitacije, fizika kondenzirane tvari, kvantna optika, atomska i molekularna fizika i fizika plazme i tako dalje. Prva četiri područja spadaju u klasičnu fiziku, kojoj je osnova razvijena prije 20. stoljeća. U 20. stoljeću razvijena je kvantna fizika koja vrijedi na razini atoma, i relativistička fizika, koja je povezana s gibanjem velikim brzinama.
Budući da fizika istražuje fundamentalna pitanja prirode, ona utječe na druga područja znanosti, na filozofiju kao i na opći pogled na svijet, primjenjuje se u tehnologiji i medicini. Fizikalna se otkrića koriste u tehničkim inovacijama na primjer otkrića svojstva tranzistora omogućila su razvoj računala i robota, to jest informatičku revoluciju; otkriće rendgenskog zračenja i njegova raspršenja na molekulama omogućila su veliki napredak medicine i otkriće genetske šifre, to jest moderne molekularne biologije; otkriće lasera omogućilo je modernizaciju industrije jer su laseri izvanredno prikladno univerzalno oruđe za kompjutorski upravljanu obradbu materijala i tako dalje.
Fizika omogućuje razvoj moderne tehnologije, a bolja tehnika i instrumentacija omogućuju da se sama fizika dalje razvija. Matematika je jedno od osnovnih oruđa u fizici, a s razvojem računala otvaraju se sve veće mogućnosti korištenja matematičkih metoda u fizici.
Uloga fizike u drugim znanostima rezultirala je formiranjem interdisciplinarnih znanstvenih područja kao što su astrofizika, geofizika, biofizika, kompjutorska fizika, psihofizika, ekonofizika i tako dalje.

### Astronomija ili zvjezdoznanstvo
Astronomija ili zvjezdoznanstvo (grč. ἀστρονομία: zvjezdoznanstvo) je znanost o nebeskim tijelima i pojavama u svemiru te o njegovu ustroju; jedna od najstarijih ljudskih djelatnosti. Astronomija se razvila iz praktičnih potreba i zadržala je i dalje taj svoj praktični značaj (izradba kalendara, određivanje točnog vremena, točnog položaja, orijentacija pri putovanju, osobito na moru i u zraku). Izvanredno dug razvoj astronomije kao egzaktne prirodne znanosti, niz otkrića i uspjesi što ih je postizala u ispravnom tumačenju prirodnih pojava omogućili su da se pravilno ocijeni njezina uloga pri upoznavanju svijeta koji nas okružuje. Zato se rezultati njezinih istraživanja mogu upotrijebiti kao oslonac znanstvenom, naprednomu nazoru o svijetu u borbi protiv neznanstvenih shvaćanja.
Astronomija se bavi opažanjem i objašnjavanjem pojava izvan Zemlje i njezine atmosfere. Astronomija proučava porijeklo, razvoj, fizička i kemijska svojstva nebeskih tijela: zvijezda, zvjezdanih sustava, planeta, crnih rupa i drugih objekata u svemiru, kao i procesa koji se događaju u njima. Osobe koje se bave astronomijom zovu se astronomima ili zvjezdoznancima. Astronomija je jedna od znanosti u kojima amateri još uvijek imaju posebnu ulogu u otkrivanju i promatranju tranzicijskih pojava.
Riječ astronomija potječe iz starogrčkog i u slobodnom prijevodu znači „zakon(i) zvijezda”. Astronomiju treba razlikovati od astrologije koja je pseudoznanost o predviđanju ljudske sudbine promatranjem putanja zvijezda i planeta.

### Klasična fizika
Klasična fizika je područje fizike razvijeno prije godine 1900. i utemeljena je na Newtonovim zakonima mehanike (Newtonovi zakoni gibanja i Newtonov zakon gravitacije) i Maxwellovim jednadžbama elektromagnetizma, a tu spadaju: mehanika, termodinamika,  statistička fizika,  kinetička teorija plinova,  elektromagnetizam, akustika i optika. Potkraj 19. stoljeća teorije klasične fizike nisu mogle objasniti tada opažene eksperimentalne pojave: fotoelektrični učinak (emisiju elektrona iz metala pod djelovanjem svjetlosti), Comptonov učinak (raspršenje svjetlosti na elektronu), toplinsko zračenje ugrijanih krutih tijela (zračenje crnog tijela),  linijski spektar atoma i neovisnost brzine svjetlosti o brzini gibanja izvora svjetlosti (Michelson-Morleyev pokus). Objašnjavanje tih pojava dovelo je do kvantne mehanike i relativističke fizike.

#### Mehanika
Mehanika (kasnolat. mechanica < grč. μηχανιϰὴ [τέχνη], od μηχανιϰός: domišljat) je grana fizike koja proučava tijela u gibanju.  Klasična mehanika dijeli se na kinematiku, dinamiku i statiku. Kinematika se bavi geometrijom gibanja tijela bez obzira na uzroke gibanja; postavlja vezu među elementima gibanja (putanja, brzina, ubrzanje i tako dalje) te proučava posebnosti različitih vrsta gibanja (translacija, rotacija, sferno gibanje i slično). Dinamika se bavi djelovanjem sila na tijelo kao uzrokom gibanja; postavlja jednadžbe gibanja i opće zakone dinamike, kao što su zakon kinetičke energije, zakon količine gibanja, kinetičkoga momenta i slično. Statika proučava ravnotežu tijela i postavlja uvjete za sile kako bi se ta ravnoteža uspostavila. Prema tijelima kojih gibanje odnosno ravnotežu proučava, može biti: mehanika krutih tijela, mehanika čvrstih tijela ili nauka o čvrstoći, te mehanika fluida (hidromehanika; aeromehanika). Mehanika krutih tijela bavi se proučavanjem gibanja i ravnoteže tijela kod kojih se relativni položaj točaka tijela ne mijenja. Često je dovoljno proučavati samo gibanje težišta, što se onda svodi na mehaniku čestice (materijalne točke). Mehanika čvrstih tijela ili nauka o čvrstoći proučava promjene oblika (pomaci, deformacije) i unutrašnje sile (naprezanje) čvrstih tijela, koja mogu biti elastična, plastična, visokoelastična i slično. Zakone mehanike primijenjene za potrebe građevinarstva, strojarstva, gradnje brodova, zrakoplova i tako dalje proučava primijenjena ili tehnička mehanika. Specifična su područja mehanike nebeska mehanika i statistička mehanika, a prema metodi rješavanja problema razlikuje se i eksperimentalna mehanika.

#### Termodinamika
Termodinamika je dio nauke o toplini koji proučava pretvorbu topline u mehanički rad i obratno. Osnivačem moderne termodinamike smatra se Nicolas Léonard Sadi Carnot, koji je u svojem eseju Razmišljanja o pokretačkoj moći vatre (fran. Réflexions sur la puissance motrice du feu, 1824.) dao principe rada idealnoga toplinskoga stroja. Eksperimentalne osnove termodinamike postavio je James Prescott Joule u nizu pokusa (1840. – 1843.), koji su nedvojbeno dokazali da se prijelaz rada u toplinu odvija uvijek po istim kvantitativnim zakonima. Bit termodinamike čine njezini osnovni zakoni:
- Nulti zakon termodinamike određuje temperaturu kao funkciju stanja sustava. Ako su dva sustava u ravnoteži s trećim, onda su i međusobno u ravnoteži. Ta postavka traži da su im u tom slučaju i jednake temperature.
- Prvi zakon termodinamike izveo je Hermann von Helmholtz (1847.) na temelju Jouleovih i Carnotovih radova. Prema tom je zakonu zbroj količina topline i mehaničkog rada u zatvorenom sustavu stalan. Zakon se dakle bavi pretvorbom toplinske energije u mehaničku.
- Drugi zakon termodinamike upućuje na smjer u kojem se odvija pretvorba toplinske energije u mehaničku. Do toga je zakona došao već Carnot 1824. On je proučavao idealne uvjete prelaska topline u rad i zaključio da su za prelazak topline u rad potrebna dva spremnika topline na različitoj temperaturi; prelaskom topline iz toplijega spremnika u hladniji samo se dio topline pretvara u rad, a ostatak topline prelazi u spremnik niže temperature (gubitak). Bit je drugoga zakona termodinamike da se pri prelasku topline u rad dio topline uvijek gubi.

Prva dva zakona termodinamike mogu se odrediti i kao nemogućnost perpetuuma mobile (latinski: neprestano pokretljivo) 1. i 2. vrste: perpetuum mobile 1. vrste bio bi toplinski stroj koji bi radio bez ulaganja energije, a perpetuum mobile 2. vrste bio bi stroj koji bi toplinu iz jednoga spremnika izravno i bez posrednika pretvarao u rad. Neostvarivost perpetuuma mobile obiju vrsta iz mnogobrojnih pokusa je dokaz za prvi i drugi zakon termodinamike.

#### Statistička fizika
Statistička fizika je grana teorijske fizike koja objašnjava makroskopska svojstva tvari kao posljedicu zakona gibanja atoma i molekula. Njezina je osnovna pretpostavka da se promatrani fizikalni sustav sastoji od velikoga broja čestica. Odstupanja od termodinamičkog opisa su to veća, ili vjerojatnija, što je sustav manji. Makroskopske veličine (tlak, temperatura te iz njih izvedene veličine poput toplinske vodljivosti) uvode se s pomoću prosječnih vrijednosti mehaničkih parametara čestica (položaj, brzina, količina gibanja, kinetička energija) u faznom prostoru.

#### Kinetička teorija plinova
Kinetička teorija plinova je tumačenje makroskopskih svojstava plinova na temelju gibanja njihovih molekula. Osnovne su postavke teorije: 
- molekule su najmanji djelići tvari koji sadrže kemijska svojstva makroskopske tvari;
- molekule su u stalnom, kaotičnom gibanju (kinetička energija molekularnoga sustava predstavlja toplinu);
- međusobno djelovanje molekula i njihovo djelovanje na stijenke posude u kojoj se plin nalazi može se smatrati, na bazi klasične mehanike, kao sudari;
- zbog velikoga broja molekula primjenljive su metode statističke fizike.

Ako se zanemari međusobno djelovanje molekula, govori se o idealnom plinu, za koji se jednostavno izračunavaju temeljne termodinamičke veličine: tlak, temperatura i specifični toplinski kapacitet. Kinetičkom teorijom plinova objašnjavaju se i druge pojave, primjerice difuzija, Brownovo gibanje, viskoznost i toplinska vodljivost. Za realne plinove teorija daje ili približne rezultate, primjenljive u određenom rasponu temperatura i tlakova, ili se u razmatranje moraju uključiti potencijalna energija te svojstva molekula koja utječu na njihovo međudjelovanje i koja, općenito uzevši, ovise o temperaturi.

#### Elektromagnetizam
Elektromagnetizam je grana klasične fizike koja istražuje uzroke i uzajamnu povezanost električnih i magnetskih pojava, objašnjava svjetlosne pojave i zakone optike te sve ostale vrste elektromagnetskih valova. Razvoj elektromagnetizma započeo je početkom 19. stoljeća pokusima Hans Christian Ørsteda i Michael Faradaya, proširio se teorijskim radovima James Clerk Maxwella, koji je sve zakonitosti elektromagnetizma sažeo u 4 jednadžbe (Maxwellove jednadžbe), pokusima i teorijskim radovima Hendrik Antoon Lorentza i Heinrich Rudolf Hertza, a vrhunac je dosegnuo u specijalnoj teoriji relativnosti Albert Einsteina.

#### Optika
Optika (prema grč. ὀπτιϰὴ [τέχνη]: [znanost] o vidu) je grana fizike koja se bavi svojstvima i širenjem svjetlosti te međudjelovanjem svjetlosti i tvari. Svjetlošću se naziva elektromagnetsko zračenje koje se sastoji od vidljivoga dijela spektra elektromagnetskih valova s rasponom valnih duljina od 380 do 780 nm, koje ljudsko oko razlikuje kao boje, od ljubičaste s najmanjom do crvene s najvećom valnom duljinom. U širem smislu, optika se bavi i infracrvenim, ultraljubičastim, a djelomice i rendgenskim zračenjem. Klasična se optika dijeli na geometrijsku i valnu (fizikalnu) optiku, dok su novije grane nelinearna, neslikovna i kvantna optika.

#### Akustika
Akustika (grč. ἀϰουστıϰός: slušni) je grana fizike koja se bavi proučavanjem nastajanja, širenja i osjetom zvuka. Izvori zvuka su tijela koja titraju frekvencijom od 16 do 20 000 Hz u nekom elastičnom sredstvu, na primjer napeta struna ili glazbena vilica u zraku. Najjednostavniji je oblik titranja izvora zvuka harmoničko titranje. Harmoničko titranje stvara harmoničke valove. Čisti ton nastaje ako se frekvencija titranja ne mijenja. Složeni tonovi sadrže više frekvencija. Po Fourierovu teoremu složeni ton može se prikazati kao zbroj sinusnih titranja osnovnom frekvencijom (ν0) i višim harmonicima frekvencije n · ν0, (n = 1,  2,  3,  ...). Šum je posljedica potpuno nepravilna titranja. Valovi nastali titranjem izvora frekvencijom većom od 20 kHz opisuju se kao ultrazvuk (mogu ih čuti neke životinje, na primjer psi i šišmiši), a frekvencijom manjom od 16 Hz kao infrazvuk (mogu ih čuti na primjer patke i slonovi).
Brzina zvučnih valova ovisi o sredstvu kroz koje se ti valovi šire. Tako je brzina zvuka u zraku (tlaka 101,3 kPa i temperature 0 °C) 331 m/s, u vodi 1485 m/s, a u staklu 5500 m/s. Ako se izvor ili prijamnik zvučnih valova gibaju u odnosu na sredstvo kroz koje se valovi šire, prijamnik bilježi promjenu frekvencije (Dopplerov učinak). Zvučni valovi prenose energiju (jakost zvuka). Ljudsko uho osjeća zvukom izazvanu promjenu tlaka zraka (akustički tlak). Za zvučni val frekvencije 1 kHz i jakosti koja odgovara pragu čujnosti (ććI0ćć = 10–12 W/m²), amplituda pomaka čestice iznosi oko 10–11 m, dok je amplituda akustičkoga tlaka oko 2 · 10−5 Pa. Za zvuk na granici bola pomak je čestice 10–5 m, a akustički tlak 30 Pa. Glasnoća zvuka jest osjet jakosti zvuka u ljudskom uhu. Ovisi o jakosti i frekvenciji zvuka. Razina glasnoće izražena u fonima jest, dogovorno, jednaka razini jakosti u decibelima za zvuk frekvencije 1000 Hz u cijelom području od granice čujnosti do granice bola. Početci akustike pripisuju se Pitagorinim pokusima s titranjem niti. Radovi John William Strutt Rayleigha bili su bitan prinos razvoju moderne akustike u 19. stoljeću.

### Teorija relativnosti
Teorija relativnosti ili relativistička fizika je moderna fizičko-matematička teorija koja potpuno obuhvaća prirodne pojave na razini čestica (iznad kvantne razine koja je opisana Planckovom konstantom) do kozmoloških veličina (razine građe i evolucije svemira). Sadržaj relativističke fizike Einsteinova je relativnost primijenjena u svim granama fizike, koja je zasnovana na postulatima specijalne teorije relativnosti (1905.) i tenzorske teorije gravitacijskog polja u općoj teoriji relativnosti (1916.), a njezino je uporište klasični princip relativnosti. Newtonova mehanika u nepromijenjenom obliku vrijedi u svim inercijskim sustavima (prostorima), tako da su inercijski sustavi u klasičnoj mehanici ekvivalentni. Prema Galileijevu načelu relativnosti stvar je fizikalne slobode (izbora) koji će sustav biti u mirovanju, a koji u jednolikom gibanju. Fizikalne veličine, jednadžbe gibanja i fizikalni zakoni u relativističkoj fizici moraju biti invarijantni na Lorentzove transformacije. To slijedi iz Einsteinovih postulata: 
- brzina svjetlosti c u vakuumu jednaka je u svim sustavima što se jedni prema drugima jednoliko gibaju;
- u svim sustavima što se jedni prema drugima jednoliko gibaju vrijede isti zakoni prirode.

Prvi postulat – o stalnosti brzine svjetlosti u svim sustavima neovisno o brzini promatrača – podrazumijeva se kao aksiom elektrodinamike, a drugi je postulat fundamentalni zahtjev kovarijantnosti fizikalnih zakona prirode. Granice točnosti i primjenljivosti klasične fizike fenomenološki su opisane dvjema prirodnim konstantama, brzinom svjetlosti c = 299 792 458 m/s (točna veličina, bez mjerne nesigurnosti), gornja granica brzine za bilo koju tvarnu česticu i najveća brzina kojom se energija, međudjelovanje ili informacija prenosi u realnim fizičkim prostorima, i Planckovom konstantom h = 6,6260755 ∙ 10−34 Js, fundamentalnim kvantom djelovanja u fizici. Ako u nekom fizičkom sustavu neka njegova veličina, koja se dimenzijski podudara s Planckovom konstantom, ima vrijednost reda veličine Planckove konstante, sustav se tada mora promatrati kvantnomehanički.

#### Vremenska dilatacija
Na temelju tih dvaju postulata Einstein je dobio jednadžbe identične Lorentzovim jednadžbama. Iz dobivenih jednadžbi izveo je Lorentzovu kontrakciju dužina i takozvanu dilataciju vremena, to jest rezultat da sat u gibanju ide polaganije ako ga usporedimo sa satovima sustava u kojem mjerimo. U sustavu koji se giba brzinom v sat će ići sporije (t') od isto takva sata (t) u sustavu koji miruje. Taj se učinak naziva relativistička dilatacija vremena:
{\displaystyle \Delta t'=\gamma \,\Delta t={\frac {\Delta t}{\sqrt {1-{\frac {v^{2}}{c^{2}}}}}}\,}

#### Kontrakcija dužine
Druga je posljedica Lorentzovih transformacija kontrakcija dužine u smjeru gibanja. Njezina duljina L u sustavu mirovanja mjeri se kraćom od one vlastite L0 u sustavu koji se giba brzinom v, po jednakosti:
{\displaystyle L={\frac {L_{0}}{\gamma (v)}}=L_{0}{\sqrt {1-v^{2}/c^{2}}}}
gdje je: v - je relativna brzina između promatrača i objekta koji se kreće, c -  brzina svjetlosti. Dimenzije nekoga tijela ne mogu se isto tako apsolutno odrediti kao ni vrijeme, jer i one ovise o stanju opažača. Einstein je izveo i teorem adicije brzina, kojim pokazuje da superpozicijom dviju brzina manjih od brzine svjetlosti opet izlazi brzina manja od brzine svjetlosti makar svaka od njih prelazi polovicu brzine svjetlosti. Dok su u Lorentza transformirane koordinate samo pomoćne varijable, u Einsteina su to prave fizičke veličine. Lorentzovo lokalno vrijeme, koje on razlikuje od pravoga vremena, u Einsteina postaje vrijeme dotičnoga sustava i ravnopravno je s vremenskim podatcima bilo kojega drugog sustava. Preračunavanje takvih podataka iz sustava u sustav sadržano je u jednadžbama transformacije. Time je karakteriziran možda najveći misaoni korak koji je učinio Einstein. Odbacio je koncepciju Newtonova apsolutnoga vremena označenu riječima: "Apsolutno, istinsko i matematičko vrijeme teče jednoliko po sebi i po svojoj prirodi i bez odnosa spram bilo čega izvanjskoga, a drugim se imenom zove trajanje". Jedan je od najdubljih rezultata Einsteinove pronicave analize spoznaja da istodobnost dvaju prostorno udaljenih događaja nije apsolutna činjenica, već da ovisi o tome u kojem se koordinatnom sustavu ti događaji promatraju.

#### Ekvivalencija mase i energije
Einstein je jednostavnom argumentacijom zaključio da se masa tijela mijenja ako mu se promijeni energija, i to tako da je promjena mase jednaka promjeni energije podijeljenoj s kvadratom brzine svjetlosti. On je to izrijekom protegnuo na sve vrste energije, premda je operirao samo s energijom zračenja. Tu ekvivalenciju između mase i energije Einstein je izrazio riječima: "Masa tijela mjera je za njegov iznos energije". Taj rezultat nije drugo doli znamenita relacija:
{\displaystyle E=m\cdot c^{2}}
pri čemu je: E = energija ekvivalentna masi (u džulima), m = masa (u kilogramima), i c = brzina svjetlosti u vakuumu (celeritas) (u metrima po sekundi).
koja je postala fundamentalna u nuklearnoj fizici i astrofizici. S pomoću nje fizičari su stekli nove spoznaje o strukturi materije i o prirodi energije koja dolazi od Sunca i zvijezda, te o tome kako da se golema energija sadržana u jezgrama atoma iskoristi u korisne, ali i, nažalost, u ratne svrhe.

### Kvantna fizika
Kvantna fizika je grana fizike koja objašnjava pojave u svijetu atomskih dimenzija, a realistične kvantne sustave opisuje s pomoću Schrödingerove jednadžbe. Zasnovana je na shvaćanju da je energija koju sadrži neki fizikalni sustav kvantizirana, to jest da ne može poprimati sve vrijednosti u nekom neprekidnom nizu unutar nekog područja, već je ograničena na pojedine odvojene (diskretne) vrijednosti. Objašnjava pojave vezane uz mikroprocese u plinovima, kristalima, poluvodičima, supravodičima, suprafluidima i drugo. U današnje doba izdvojila su se područja kao kvantna mehanika,  kvantna elektrodinamika,  kvantna statistika, kvantna teorija polja, kvantna optika (laser),  kvantna kromodinamika i drugo, s težnjom daljnjega širenja.

### Nuklearna fizika
Nuklearna fizika je grana fizike koja proučava građu atomske jezgre i s njom povezane procese. Početkom nuklearne fizike smatraju se pokusi Ernest Rutherforda i Hans Geigera izvedeni 1911. Promatranjem raspršenja alfa-zraka na listićima zlata, Rutherford je zaključio da u atomima mora postojati središnja jezgra pozitivnoga naboja u kojoj je koncentrirana masa atoma. Ustanovljeno je da broj protona u jezgri određuje svojstva atoma, odnosno atomski ili redni broj elementa (Z). Broj neutrona u jezgrama istog elementa može biti različit (takve se jezgre nazivaju izotopnima). Protoni i neutroni koji izgrađuju atomsku jezgru (nukleus) nazivaju se nukleonima. Ukupan broj nukleona u atomskoj jezgri nekoga nuklida naziva se masenim brojem (A). Masa jezgre uvijek je manja od zbroja masa nukleona od kojih se sastoji, a razlika mase odgovara ekvivalentnoj energiji vezanja nukleona. Energija vezanja po nukleonu (B/A) razlikuje se od jezgre do jezgre i određuje krivulju stabilnosti ovisno o masenome broju elementa (prema energiji vezanja po nukleonu mogu se predvidjeti fuzijski procesi na malim i fisijski na velikim vrijednostima masenoga broja).
Energija zračenja Sunca oslobađa se u efektivnoj pretvorbi (niz proton-proton) 4 protona u jezgru helija (fuzijom kilograma vodika u nešto manje od kilograma helija oslobađa se energija od 6∙1014 J). Nuklearna sila koja je odgovorna za međudjelovanje nukleona na nukleon, privlačna je sila koja drži nukleone na okupu u atomskim jezgrama. Ona mora biti dovoljno jaka da nadjača elektrostatsko odbijanje protona, koje je otprilike 137 puta snažnije. Na temelju kratkoga dosega (10−15 m) jake nuklearne sile, Hideki Jukava predvidio je masivne čestice, mezone, kao njezine prijenosnike. Riječ je o preostaloj (rezidualnoj) sili u odnosu na temeljnu jaku silu prenošenu gluonima između kvarkova, koji izgrađuju same nukleone i općenito hadrone. Jaka nuklearna sila pokazuje svojstvo nabojne neovisnosti, to jest iste je jakosti između bilo koja dva nukleona (protona i protona, neutrona i neutrona ili protona i neutrona). Na temelju toga se svojstva hadroni, koji se međusobno razlikuju samo po električnom naboju, grupiraju u izospinske multiplete (izospin).
Za opis jezgre kao kvantnomehaničkoga sustava, posebice za njezina kolektivna svojstva, uvedeni su nuklearni modeli. Tako su Hans Albrecht Bethe i Carl Friedrich von Weizsäcker za opis nuklearnoga vezanja uveli model kapljice tekućine, na temelju kojega se izračunava energija vezanja nukleona i objašnjava pojava nuklearne fisije. Potom su razvijeni modeli nezavisnih čestica koji polaze od pretpostavke slabo vezanih nukleona, ponajprije model ljuske karakteriziran magičnim brojevima. U istome modelu nespareni nukleoni određuju vlastiti impuls vrtnje (zamah) jezgre, nuklearni spin. Nuklearne deformacije označene odstupanjem jezgri od sferične ili osne simetrije povezane su s kolektivnim gibanjima nukleona. Ona dovode do pobuđenja valentnih nukleona, ali i do dinamičkih deformacija (vibracije) te statičkih deformacija (rotacija). Za razvoj modela deformiranih jezgri zaslužni su Gaja Alaga te Aage Niels Bohr, Ben Roy Mottelson i James Rainwater. Većina atoma u prirodi ima stabilne jezgre. Samo atomi radioaktivnih elemenata nuklearnom transmutacijom prelaze u atome različitih elemenata. Jedna od grana istraživanja u nuklearnoj fizici vezana je uz otkrivanje novih transuranijskih elemenata.

### Fizika čvrstog stanja
Fizika čvrstog stanja je grana fizike koja proučava strukturu tvari u čvrstome stanju (krutine) te s pomoću kvantne fizike istražuje svojstva i procese u kristalnome i amorfnom obliku tvari, svojstva kristalizirane tvari i pojave vezane uz promjene fizikalnih veličina (na primjer temperature, tlaka, dimenzija i oblika mikrokristala, broja i vrste defekata u kristalnoj rešetki i drugo). Zakonitosti utvrđene za kristaliziranu tvar primjenjuju se djelomično i na amorfne krutine ili smjese kristalne i amorfne tvari te visokoviskozne tekućine (na primjer fotoosjetljiva stakla, krute polimere, keramiku i drugo). Mikroskopska teorija čvrstog stanja primjena je kvantne mehanike na čvrsto stanje. Njezini rezultati uspješno tumače kvalitativne razlike među različitim čvrstim tijelima, a u mnogim slučajevima omogućuju i kvantitativni pristup svojstvima tih tijela. Budući da je čvrsto stanje sustav od velikog broja atoma, teorija čvrstog stanja služi se nizom približenja (aproksimacija). Tako se pretpostavlja da se ponašanje atomskih jezgara i elektrona može opisivati nezavisno. Pri razmatranju gibanja jezgara ne uzima se u obzir gibanje elektrona, to jest atomi se promatraju kao cjeline. Takav je pristup opravdan za objašnjenje nekih mehaničkih i termodinamičkih svojstava koja potječu od međusobnoga elastičnoga vezivanja atoma. Razmatraju li se elektronska stanja, uzima se da atomske jezgre miruju. Ta je pretpostavka u znatnoj mjeri opravdana jer se u normalnim okolnostima elektroni gibaju znatno brže nego jezgre koje su mnogo veće mase od elektrona. Kako su za svojstva čvrstog stanja najvažniji valentni elektroni, promatraju se samo ti elektroni, a utjecaj elektrona u dubljim elektronskim ljuskama uzima se u obzir kroz njihov doprinos električnom polju oko jezgara. Pretpostavlja se da u prvom približenju (aproksimaciji) svaki valentni elektron može biti opisan vlastitom valnom funkcijom. Razvile su se dvije metode u opisivanju međudjelovanja (interakcije) valentnih elektrona: atomska aproksimacija i aproksimacija slobodnim elektronima.

#### Supravodljivost
Supravodljivost je stanje pojedinih tvari koje se na niskim temperaturama očituje u nestanku njihova električnoga otpora, prolasku električne struje kroz tanku izolatorsku barijeru unutar njih bez električnoga otpora (Josephsonov učinak - Brian Josephson) i lebdenju magneta iznad njihove površine (Meissnerov učinak - Walther Meissner). Supravodǉivost je kvantnomehanička pojava i ne može se objasniti klasičnom fizikom. Tipično nastaje u nekim materijalima na jako niskim temperaturama (nižim od -200 °C).

#### Poluvodiči
Poluvodiči su materijali kojima je električna provodnost manja od provodnosti vodiča, a veća od provodnosti izolatora. Primjena poluvodiča u elektronici osniva se na mogućnosti promjene električne provodnosti u širokim granicama, bilo promjenom sastava materijala, bilo primjenom vanjskih utjecaja. Električna svojstva poluvodiča određuje njihova atomska struktura. Na temperaturi apsolutne nule (T = 0 K) valentni elektroni, elektroni s najvećim energijama u atomima poluvodiča, popunjavaju sve energije valentnoga pojasa elektronskih energijskih stanja i vezani su za matični atom.
S porastom temperature raste energija elektrona. U vodiču se valentni i vodljivi pojas preklapaju, pa je broj slobodnih elektrona koji vode električnu struju vrlo velik. U poluvodičima i izolatorima valentni i vodljivi pojas elektronskih energijskih stanja odvojeni su zabranjenim pojasom s energijama koje elektroni ne mogu poprimiti. Oslobađaju se samo oni elektroni koji imaju dovoljno energije da preko zabranjenoga pojasa prijeđu u vodljivi pojas elektronskih energijskih stanja. Širina zabranjenoga pojasa u izolatorima toliko je velika da u vodljivom pojasu elektronskih energijskih stanja gotovo nema elektrona. Elektroni ostaju vezani za matične atome i u izolatorima nema nosilaca električne struju.
U poluvodičima je širina zabranjenoga pojasa elektronskih energijskih stanja manja. Na sobnoj temperaturi, vrlo mali, ali nezanemariv broj elektrona ima dovoljnu energiju da se oslobodi matičnog atoma i iz valentnoga preskoči u vodljivi pojas elektronskih energijskih stanja. Elektroni u vodljivom pojasu slobodno se gibaju unutar poluvodiča i mogu voditi električnu struju. U atomima koje su elektroni napustili nastaju praznine (nazivaju se šupljinama) koje mogu popunjavati elektroni susjednih atoma, ostavljajući pritom šupljine u atomima iz kojih dolaze, pa se šupljine gibaju kao pozitivno nabijeni elektroni. Uz kretanje slobodnih elektrona kroz materijal, uspostavlja se i kretanje elektrona preko šupljina. Niz prelazaka elektrona preko šupljina može se jednostavnije promatrati kao kretanje šupljina u suprotnome smjeru. Slobodni elektroni i šupljine zajedničkim se imenom nazivaju nositeljima naboja. U poluvodiču bez primjesa jednak je broj slobodnih elektrona i šupljina.
U elektronici silicij je najčešće korišteni poluvodički materijal. Atomi silicija imaju po 4 valentna elektrona. Vežu se međusobno u dijamantnu kristalnu strukturu, s rasporedom u kojem je svaki atom okružen s četiri susjedna atoma. Snažna kovalentna veza među atomima temelji se na stvaranju elektronskih parova, a pritom svaki atom dijeli svoje valentne elektrone s 4 susjedna atoma.

### Fizika elementarnih čestica
Fizika elementarnih čestica je grana fizike koja se bavi proučavanjem elementarnih čestica kao temeljnih sastavnica tvari i temeljnih sila. Utemeljena je s otkrićem elektrona (Joseph John Thomson, 1897.), neutrona (James Chadwick, 1932.) te pozitrona (Carl David Anderson, 1932.). Sve do početka 1950-ih nove su čestice otkrivane u fotoemulzijama koje su postavljane na planinama ili nošene balonima izlagane kozmičkomu zračenju. Do procvata otkrića čestica došlo je primjenom akceleratora čestica. Ubrzavanjem čestica (na primjer elektrona i protona) dobivaju se snopovi koji udaranjem na mete proizvode nove čestice. Podešavanjem apsorbera i magneta mogu se izdvojiti novonastale čestice u sekundarne snopove (pozitrona e+, miona μ, piona π, kaona ϰ, antiprotona p-).
Fizikalni svijet pokazuje slojevitu strukturu, pri čemu je za istraživanje svake sljedeće ljuske trebalo uložiti tisuću puta više energije: vanjski atomski omotač upoznat je energijama reda elektronvolta (eV), unutrašnjost atoma ispitivana je kiloelektronvoltnim (keV) rendgenskim zračenjem, atomske jezgre energijama MeV-a, dok se kvarkovska struktura nukleona pojavljuje na ljestvici GeV-a. Tako je na suprasudarivaču protona i antiprotona teraelektronvoltnih (TeV) energija, teatronu kod Chicaga 1995., otkriven t-kvark (kvark istine ili vršni kvark). Time su zaokružena tri naraštaja kvarkova i leptona, koji se pojavljuju u parovima: elektron (e) i elektronski neutrino (νe), te gornji (u) i donji (d) kvarkovi prvog naraštaja; mion (μ) i mionski neutrino (νμ) te čarobni (c) i strani (s) kvarkovi drugog naraštaja; tau lepton (τ) i njegov neutrino (ντ) te kvarkovi istine (t) i ljepote (b) trećeg naraštaja.
Sva je tvar od koje smo građeni i koja nas okružuje od čestica prvog naraštaja, od elektrona u atomskim omotačima te protona (p) i neutrona (n) u atomskim jezgrama, koji sadrže po tri kvarka prvog naraštaja: p = uud i n = udd. Stoga se gornjim kvarkovima (u, c, t) pridružuje električni naboj od 2/3 e, a donjim kvarkovima – 1/3 e (elementarnog pozitivnog električnog naboja). U kvarkovskoj slici postignuta je željena elementarnost temeljnih čestica. Mnoštvo otkrivenih čestica različitih svojstava (električnoga naboja, spina, mase, magnetizma, …) svedeno je na dvanaest temeljnih kvarkova i leptona, čestica spina 1/2. Skup tih fermiona treba još nadopuniti bozonima (spina 1) koji prenose sile između temeljnih čestica tvari.
Uz foton (γ) koji prenosi elektromagnetsko međudjelovanje, tu su nabijeni baždarni bozoni W-bozoni (W+ i W–) te neutralni Z-bozon (Z0) koji prenose temeljno slabo međudjelovanje, a uz njih još osam gluona koji prenose temeljno jako međudjelovanje između kvarkova. Takva slika s dvanaest temeljnih čestica tvari i dvanaest čestica prijenosnika temeljnih sila tvori današnji standardni model čestica. On je utemeljen kao kvantna teorija polja, kojoj je polaznica kvantna elektrodinamika. Proračuni elektromagnetskoga međudjelovanja, koji zahvaljujući ključnim doprinosima Richard Feynmana,  Julian Schwingera i Shin'ichirō Tomonage, vode na suglasje s pokusima na desetak decimalnih mjesta, čine kvantna elektrodinamika uzorom za teorije ostalih međudjelovanja. Njoj je naizgled najsličnija kvantna kromodinamika, teorija međudjelovana obojenih gluona koji prenose jako međudjelovanje kvarkova. Ipak, kvantna kromodinamika je znatno složenija od elektrodinamike, o čemu svjedoči i zatočeništvo kvarkova u hadrone (kvarkovi se ne mogu opažati u slobodnom stanju na laboratorijskim udaljenostima).
Teorija polja uspostavljena je i za slaba međudjelovanja, prvotno na procesima prirodne radioaktivnosti. Riječ je o procesima koji omogućuju pretvorbu kemijskih elemenata. Temelj tomu je dinamika pretvorbe fermionskih vrsta, što vodi jedinstvenom opisu elektromagnetskih i slabih procesa. Problem renormalizacije, uklanjanja beskonačnih doprinosa u ujedinjenoj elektroslaboj teoriji, riješen je u radovima Gerardus 't Hoofta i Martinus J. G. Veltmana, za koje je dodijeljena Nobelova nagrada za fiziku 1999. Ključnu ulogu u tome ima takozvano spontano lomljenje simetrije elektroslabe teorije, koje upučivalo na mogućnost postojanja do tada još neopažene Higgsove čestice. Elektroslaba teorija predvidjela je otkriće Higgsova bozona u velikom hadronskom sudarivaču (LHC, engl. Large Hadronic Collider) na CERN-u u Ženevi.
Fizika čestica proučava se i mnogobrojnim neakceleratorskim pokusima, posebno onima iz neutrinske fizike. Usto u novije doba dolazi do zbližavanja fizike čestica i kozmologije. Rani je svemir u svojoj vrućoj fazi prirodni laboratorij za procese koji se neće nikad moći izvoditi u zemaljskim uvjetima.

## Poveznice
| Portal:Fizika | Portal Fizika |

- Povijest fizike
- Poznati fizičari
- Nobelova nagrada za fiziku
- Fizika ekspres
- Popis osnovnih tema u fizici

## Vanjske poveznice
- Fizika Hrvatska enciklopedija
- Physical science Britannica (en)